# Pseudodaphnella rubroguttata
Pseudodaphnella rubroguttata is een slakkensoort uit de familie van de Raphitomidae. De wetenschappelijke naam van de soort is voor het eerst geldig gepubliceerd in 1872 door H. Adams.